# Лотта Свярд
Лотта Свярд (фин. и швед. Lotta Svärd, svärd=меч) — женская военизированная организация в Финляндии, существовавшая в период с 1919 по 1944 год.

## История
Подразделение под названием «Организация Лотта Свярд» впервые было основано в городе Риихимяки 19 ноября 1918 года. 29 августа 1919 года указом по войскам главноначальствующий Охранного корпуса Финляндии полковник Г. Д. фон Эссен предложил создать женское подразделение, положив начало общефинляндской организации.
В приказе были сформулированы основные задачи организации, которые впоследствии были несколько расширены:
«Основная миссия Лотта Свярд — поддерживать и укреплять идеологию Охранного корпуса (шюцкора) и помогать ему в защите веры и отечества.

Лотта Свярд выполняет это посредством:

1. Поддержки и пропаганды идеологии и целей шюцкора
2. Помощи в осуществлении медицинских задач шюцкора
3. Помощи в снабжении провиантом шюцкора
4. Помощи в сборе средств для шюцкора
5. Работы в отделениях и штабах шюцкора»

В качестве опознавательного знака для членов общества была установлена синяя свастика с надписью «Лотта Свярд» по горизонтали.
С 1932 года был утверждён следующий текст присяги члена «Лотта Свярд»:

Я, Ф. И., обязуюсь словом чести, что я буду честно и добросовестно помогать Охранному корпусу в защите веры, дома и Родины, также я обещаю, что я не откажусь работать в организации Лотта Свярд до тех пор, пока не пройдёт один месяц с тех пор, как я официально заявлю местному командованию организации о моём желании уйти из Лотта Свярд.
Оригинальный текст (фин.)Minä N.N lupaan kunniasanallani, että rehellisesti ja omantunnontarkasti avustan Suojeluskuntaa sen puolustaessa uskontoa, kotia ja isänmaata sekä lupaan, etten luovu Lotta-Svärd yhdistyksen toiminnasta ennen kuin yksi kuukausi on kulunut siitä, kun olen paikallisjohtokunnalle todistettavasti ilmoittanut haluavani erota Lotta-Svärd yhdistyksestä.

Во время Гражданской войны «Лотта Свярд» была подразделением Охранного корпуса, с 9 сентября 1920 года существовала как самостоятельная организация. В 1929 году организацию возглавила преподаватель Сортавальской учительской семинарии Фанни Луукконен, которая и возглавляла её до конца. Видную роль в руководстве играла директор школы в Лапуа, депутат парламента Хилья Рийпинен (часто конфликтовавшая с Луукконен).
Во времена советско-финской войны 1939−1940 гг. численность организации достигла 100—150 тысяч женщин. К концу военных действий 1941—1944 финской армии помогали 240 тысяч лотт.
«Лотта Свярд» была распущена 23 ноября 1944 года решением Государственного совета Финляндии по требованию Союзной контрольной комиссии в Финляндии (в соответствии со ст. 21 договора о перемирии, предусматривавшей роспуск военных организаций), возглавлявшейся представителем СССР А. А. Ждановым. В момент упразднения в организации «Лотта Свярд» насчитывалось 230 тысяч человек.
В марте 2011 года бывшие члены «Лотта Свярд» отмечали 90-летие организации.

## Название
Имя для организации было выбрано по имени героини произведения Рунеберга «Сказания фенрика Столя», которая не захотела оставаться дома, и вслед за мужем отправилась на русско-шведскую войну 1808—1809 годов. Даже после того как её муж погиб в бою, она всё равно осталась в армии, готовила солдатам еду, стирала одежду, ухаживала за ранеными. Так как члены вновь созданной организации должны были заниматься тем же, то организацию было решено назвать в честь героини Рунеберга.